# Betty Rubble
Betty Rubble este un personaj ficiv de desene animate din Familia Flintstone. Ea este vecina cea amabilă a familiei Flintstone și soția lui Barney Rubble.